# Peaches (musicista)
Peaches, pseudonimo di Merrill Beth Nisker (Toronto, 11 novembre 1966), è una compositrice, cantante e produttrice discografica canadese di musica electroclash.

## Biografia
Prima di diventare Peaches, Nisker era un'insegnante di musica e recitazione di scuola elementare. Nei suoi pezzi suona personalmente quasi tutti gli strumenti, crea la parte elettronica e produce da sola i suoi dischi. Quando non era ancora famosa, divideva a Toronto una stanza con la cantante Feist.
Le sue canzoni sono presenti nelle colonne sonore di film come Mean Girls, Waiting..., Jackass Number Two, My Little Eye e Lost in Translation; sono state anche impiegate in serie televisive come The L Word e Ugly Betty, oltre che per la promozione di Dirt. Ha collaborato con Pink cantando nella canzone "Oh My God" del disco Try This e con le Chicks on Speed nella canzone "We Don't Play Guitars" dell'album 99 Cents.
Numerosi artisti hanno collaborato al suo terzo album Impeach My Bush: Greg Kurstin, Josh Homme, Samantha Maloney, Beth Ditto, Feist, Dave Catching, Brian O'Connor e Radio Sloan.
Nella primavera del 2006 forma i The Herms (un'abbreviazione per ermafroditi) come gruppo di supporto per le performance dal vivo. Peaches & the Herms è un riferimento al duo anni settanta Peaches & Herb. Peaches and the Herms hanno fatto da gruppo d'apertura ai Nine Inch Nails ed ai Bauhaus durante la seconda metà del loro tour americano.

## Temi Principali
La musica di Peaches è incentrata sull'identità di genere e spesso gioca su questo. Sia nei suoi testi che nei suoi spettacoli cerca spesso di abbattere la distinzione fra maschio e femmina: ad esempio compare provvista di barba sulla copertina del suo album Fatherfucker. Alla domanda se avesse scelto questo titolo solo per provocare, ha commentato:
Rigetta l'accusa di "invidia del pene", dice piuttosto di avere una sorta di "invidia dell'ermafroditismo", perché "c'è così tanto di maschile e di femminile in ciascuno di noi". Si definisce un "essere sessuale".

## Discografia

### Album in studio
- 1995 - Fancypants Hoodlum (a nome Merrill Nisker)
- 2000 - The Teaches of Peaches
- 2003 - Fatherfucker
- 2006 - Impeach My Bush
- 2009 - I Feel Cream
- 2015 - Rub

### Singoli
- 2000 - Lovertits
- 2001 - Set It Off
- 2003 - Rockshow
- 2003 - Operate
- 2004 - Kick It (featuring Iggy Pop)
- 2006 - Shake Yer Dix
- 2006 - Downtown
- 2006 - Boys Wanna Be Her
- 2009 - Talk to Me / More
- 2009 - Lose You
- 2009 - I Feel Cream
- 2010 - Jonny
- 2012 - Burst!
- 2015 - Light in Places

## Collaborazioni
- 2000 - Red Leather con Gonzales
- 2003 - Grab My Shaft con Louie Austen
- 2003 - We Don't Play Guitars con Chicks on Speed
- 2005 - 9 of 10 con Removal
- 2006 - Fine as Fuck con Electrosexual & Scream Club
- 2007 - Wild Thing con Tone Lōc
- 2007 - Dance Among the Ruins con Tommie Sunshine
- 2009 - The Flaming Lips and Stardeath and White Dwarfs with Henry Rollins and Peaches Doing The Dark Side of the Moon con The Flaming Lips
- 2011 - Unzip Me con Cazwell